# Daybreak (film 2008)
Daybreak (Bukang-liwayway) è un film del 2008 diretto da Adolfo B. Alix, Jr..
La storia, a tematica LGBT, presenta due soli personaggi, William e JP, rispettivamente un medico ed il suo giovane amante venticinquenne; si svolge interamente all'interno d'una grande casa bianca a Tagaytay (Provincia di Cavite) e i due, trascorrendo la notte assieme, pensano, ognuno per suo conto, se rompere in maniera definitiva oppure continuare in questa relazione segreta.
Il titolo originale Bukang-liwayway significa "alba-tramonto".

## Trama
Un uomo sposato intrattiene un rapporto sentimentale ed amoroso con un altro uomo: William, di professione medico, si sta dirigendo in automobile verso la sua villa familiare dove generalmente trascorre le vacanze per incontrare il suo amante segreto, JP. Durante il tragitto si trova impegnato in una conversazione telefonica al cellulare con la moglie, che le chiede quando sarà di ritorno; l'uomo si crea un alibi dicendo d'aver avuto un appuntamento inatteso e con molta probabilità sarà di ritorno a Manila per il giorno seguente.
I due uomini sono stati senza vedersi per due mesi, perché William è molto occupato all'ospedale di Makati dove lavora ma anche in parte perché è un uomo di famiglia; JP da parte sua aveva trascorso tutto il periodo in cui erano stati costretti a rimanere lontani in attesa di poter rivederlo e trascorrere un po' di tempo assieme, cercando d'impegnare il tempo nella propria professione nautica e con la fidanzata.
Pur non confessandoselo apertamente, i due hanno sentito una profondissima nostalgia l'uno dell'altro; raggiunta la casa in campagna William, dopo aver cucinato gli spaghetti, si mette a mangiare e bere vino in compagnia di JP. Il medico ha avuto l'opportunità di trasferirsi in Australia e non vuole farsi lasciar scappare l'occasione di un promozione: sa pertanto che quella sarà l'ultima notte che trascorreranno vicini.
Però, pur avendo deciso in cuor suo di farla finita, William non sa come dare la notizia a JP, che sa essere emotivamente molto legato a lui, pur non essendosi mai ufficialmente accordati tra loro nell'esser una coppia. Quando William finalmente si decide ad informare JP che sa per lasciare il paese, questi è riluttante nell'accettare il fatto che ciò significhi la fine del loro rapporto.
Trascorrono l'intera nottata a chiacchierare del loro passato, tra i ricordi più belli ed indimenticabili vissuti insieme, aiutati in ciò da tutta una serie di fotografie: si confrontano così con la realtà del loro rapporto. Poco prima dell'alba riescono ancora una volta ad amarsi, in un modo così intenso che non erano mai riusciti a raggiungere in precedenza. Ma come spunta il nuovo giorno William, fermo nella scelta presa, non cambia idea; s'appresta a partire per l'estero e terminare la sua relazione con JP.
William riprende l'auto per dirigersi verso la capitale, mentre JP, da solo nella grande casa oramai vuota, rimane come intorpidito davanti alla verità cadutagli addosso come un macigno.